# Кидярка
Кидярка — река в России, протекает по Моргаушскому району Чувашской Республики. Правый приток Моргаушки.

## География
Река Кидярка берёт начало в лесу. Течёт на восток мимо деревни Сятракасы. Устье реки находится у деревни Синьял-Акрамово в 13 км от устья Моргаушки. Длина реки составляет 10 км, площадь водосборного бассейна — 39,1 км².

## Данные водного реестра
По данным государственного водного реестра России относится к Верхневолжскому бассейновому округу, водохозяйственный участок реки — Цивиль от истока и до устья, речной подбассейн реки — Волга от впадения Оки до Куйбышевского водохранилища (без бассейна Суры). Речной бассейн реки — (Верхняя) Волга до Куйбышевского водохранилища (без бассейна Оки).
Код объекта в государственном водном реестре — 08010400412112100000247.